# Diaparsis evanescens
Diaparsis evanescens är en stekelart som först beskrevs av Morley 1912.  Diaparsis evanescens ingår i släktet Diaparsis och familjen brokparasitsteklar. Inga underarter finns listade i Catalogue of Life.